# Talkin' 'bout a Revolution
"Talkin' 'Bout a Revolution" là dĩa đơn thứ hai của Ca-Nhạc sĩ Tracy Chapman. Bản nhạc có khuynh hướng chính trị này không thành công như bản trước, "Fast Car", chỉ đạt được hạng 75 tại Hoa Kỳ.

Tuy nhiên ở ngoại quốc nó lại thành công và đạt được Top 40 tại nhiều nước, trong đó có Pháp và Tân Tây Lan, trở thành một trong những "bản ruột" của Chapman.

Bản nhạc này được nghe tới rất nhiều trên các đài truyền thanh tại Tunisia vào năm 2011 trong cuộc cách mạng tại Tunisia.
Bản này cũng được trình diễn bởi các ban nhạc khác, đầu tiên là nhóm Living Colour, phát hành một bản trình diễn live trong dĩa nhạc "What's Your Favorite Color" (1995) (Sony Music Distribution). Sau đó nó được trình bày bởi ca sĩ Ben Jelen tại Russell Simmons/Babyface-produced all-star compilation Wake Up Everybody  2004. Ngoài ra còn được chơi bởi Reel Big Fish trong dĩa nhạc 2005 We're Not Happy 'Til You're Not Happy và ban nhạc Chamberlain ở mặt B cho dĩa "Five Year Diary". Vào năm 2010, bản này được dịch ra tiếng Cree (tiếng thổ dân da đỏ Bắc Mỹ và được trình bày bởi Art Napoleon trong dĩa nhạc Creeland Covers. Vào tháng 2 năm 2011, ban nhạc Do thái Shmemel pha chế bản này do gây cảm hứng bởi cuộc cách mạng mùa xuân Ả Rập, với cái tựa mới là "Talking About an Arab Revolution".

## Xếp hạng
| Bảng xếp hạng (1988)                            | Vị trí cao nhất |
| ----------------------------------------------- | --------------- |
| U.S. Billboard Hot 100                          | 75              |
| U.S. Billboard Hot Adult Contemporary Tracks    | 45              |
| U.S. Billboard Modern Rock Tracks               | 24              |
| U.S. Billboard Mainstream Rock Tracks           | 22              |
| U.S. Billboard Hot R&B/Hip-Hop Singles & Tracks | 78              |
| Austrian Singles Chart                          | 29              |
| Canadian RPM Top Singles                        | 48              |
| France Singles Chart                            | 22              |
| Dutch Singles Chart                             | 18              |
| New Zealand Singles Chart                       | 32              |